# Райчо Богословов
Райчо Богословов е български футболист, вратар.

## Кариера
Роден е на 26 септември 1915 г. в село Лешниковци. Играе за софийския квартален Устрем, а след това и в отборите на ЖСК и Бенковски. През 1938 г. преминава в отбора на Славия, като в замяна от Бенковски получават по шест чифта обувки, чорапи и фланелки. С „белите“ печели титлата на страната през сезон 1938/39, а на следващия сезон е бронзов медалист в първенството. Записва общо 30 мача в Националната дивизия за Славия.
През есента на 1940 г. преминава в германския Мюнхен 1860 и следва архитектура в града. Записва 3 мача в Гаулига Бавария през 1941/42. Печели с отбора Купата на Германия през 1942 г., макар че не играе във финалния мач срещу Шалке 04. По време на престоя си в тима играе заедно с Ганчо Василев и Никола Б. Николов.